# Lionneta orophila
Lionneta orophila är en spindelart som först beskrevs av Benoit 1979.  Lionneta orophila ingår i släktet Lionneta och familjen dansspindlar.
Artens utbredningsområde är Seychellerna. Inga underarter finns listade i Catalogue of Life.